# Citov, Přerov
Citov là một làng thuộc huyện Přerov, vùng Olomoucký, Cộng hòa Séc.